# Akarotaxis nudiceps
Akarotaxis nudiceps – gatunek morskiej ryby z rodziny Bathydraconidae. Jedyny przedstawiciel rodzaju Akarotaxis.

## Występowanie
Można ją zaobserwować w południowej części Atlantyku. Jest rybą głębinową, preferuje wodę od 371 do 915 m głębokości.

## Charakterystyka
Dorasta do 13 cm długości. Ich tarło odbywa się od połowy do końca lata.